# Église des Saints-Apôtres de Naples
L'église des Saints-Apôtres (italien : chiesa dei Santi Apostoli) est une église de style baroque située à Naples.

## Histoire
La légende raconte qu'une église sur le site a été construite au sommet d'un temple de Mercure par l'empereur Constantin. Restaurée par la famille Caracciolo, elle a été cédée en 1570 à l'Ordre des Théatins.  
En 1590, le cloître et le monastère adjacent ont été conçus par Francesco Grimaldi. Au début du XVIIe siècle elle est reconstruite par Giacomo Conforti . En 1638, les travaux sont poursuivis par Bartolomeo Picchiatti . 
Au XIXe siècle, l'ordre des Théatins est supprimé et l'église retourne à l'administration. Un tremblement de terre a endommagé le dôme. L'église appartient maintenant au Liceo Artistico Statale di Napoli.

## Œuvres
La contre-façade et les panneaux du plafond ont été peints à fresque par Giovanni Lanfranco dans les années 1640. Les panneaux contiennent les représentations suivantes : 
Martyre des Apôtres Simone e Giuda ; un Martyre de saint Thomas apôtre ; Martyre de saint Barthélemy ; Martyre de saint Matthieu ;  Martyre de saint Jean évangéliste ;  Gloire des Apôtres, de la Vertu, des Prophètes et des Patriarches et  des Quatre évangélistes sur les pendentifs du dôme. 
La coupole possède une grande fresque représentant le Paradis (1684) de Giovanni Battista Benaschi, qui a également peint les fresques de la chapelle Saint-Michel. Cette chapelle possède une peinture de Marco Pino et les 
lunettes  ont été peintes par Luca Giordano et Francesco Solimena. L'autel principal a été conçu par Ferdinando Fuga. Dans le chœur se trouvent cinq toiles de Solimena. L'autel de la chapelle de la famille Filomarino, à droite de l'autel principal, a été conçu (1647) par Francesco Borromini. Les mosaïques de la chapelle sont de Giovanni Battista Calandra  à partir de peintures de Guido Reni. Le relief des quatre symboles évangélistes sur l'autel est de François Duquesnoy, et deux lions de marbre sont de Giuliano Finelli. La sacristie a été construite en 1626 d'après une conception de Ferdinando Sanfelice. La crypte a été décorée à fresque par Belisario Corenzio.

## Articles connexes

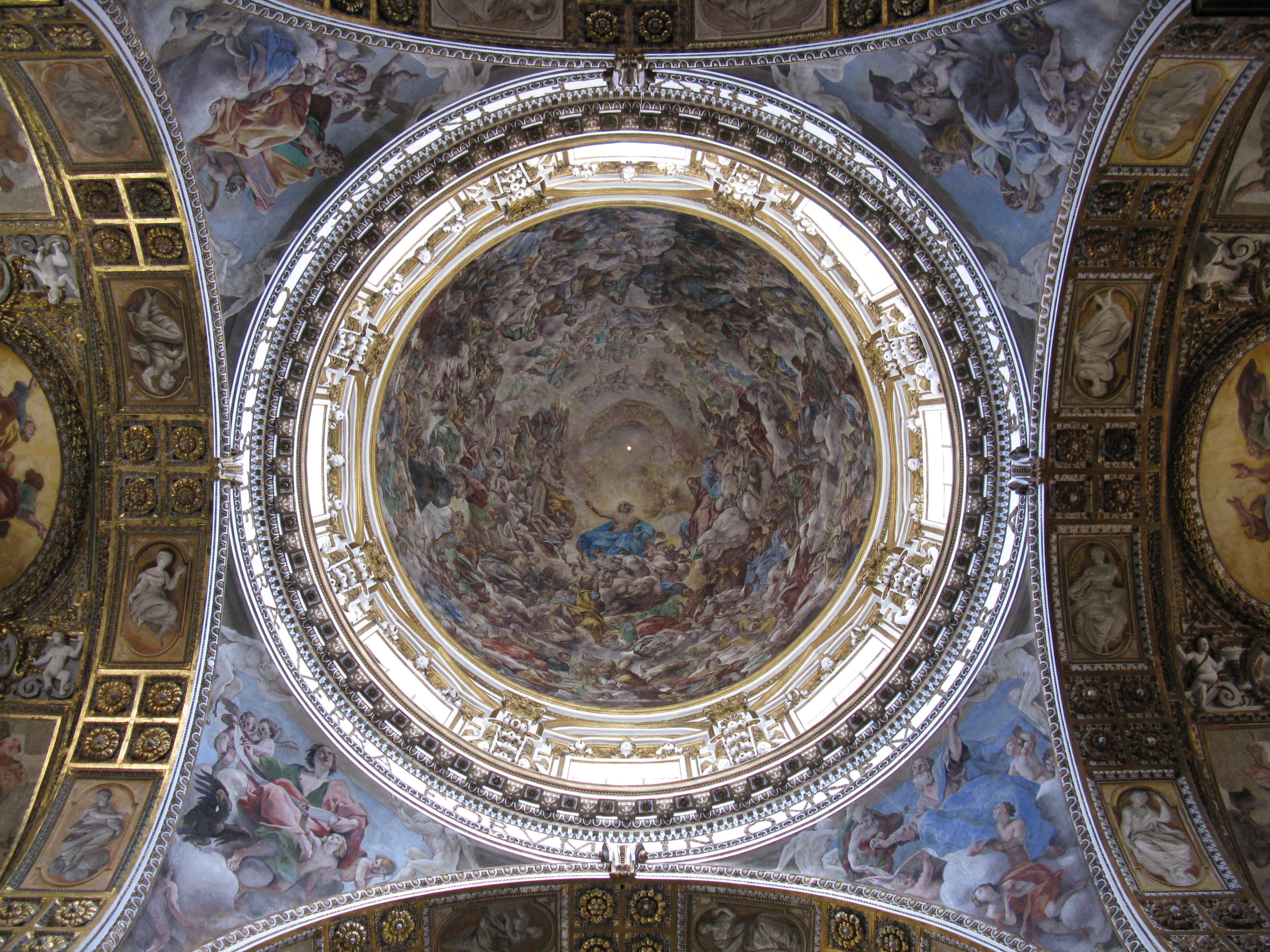
Coupole. Fresques de Beinaschi et Lanfranco

## Sources
- (it) Giovanni Battista de Vasi et Mariano Ferrari, Nuova guida di Napoli, dei contorni di Procida, Ischia e Capri, Compilata su la Guida del Vasi, Prima Edizione, Naples, Tipografia de Porcelli, 1826